# サンフアン郡 (ワシントン州)
サンフアン郡（英: San Juan County）は、アメリカ合衆国ワシントン州の北西隅、セイリッシュ海に位置する郡である。2010年国勢調査での人口は15,769人である。郡庁所在地はフライデイハーバー（人口2,162人）であり、郡内では最大かつ唯一の法人化自治体である。サンフアン諸島の大半の島で構成されており、郡名もこの中のサンフアン島にちなんで採用された。サンフアン島は1791年にスペイン人探検家フランシスコ・デ・エリザが洗礼者ヨハネ（サン・フアン・バウティスタ）に因んで名付けたものとされている。ワシントン州の39郡の中では陸の面積が最も小さい郡であり、州道が通っていないことでは唯一の郡である。
サンフアン郡は1873年10月31日にワットコム郡から分離設立された。サンフアン諸島は1846年から1872年まで続いたイギリスとアメリカ合衆国の間の領土紛争の対象となった所であり、1859年にはピッグ戦争が起こった。

## 地理
アメリカ合衆国国勢調査局に拠れば、郡域全面積は621平方マイル (1,610 km2)であり、このうち陸地は175平方マイル (453 km2)、水域は446平方マイル (1,160 km2)で水域率は71.84%である。郡内の最高地点は火山のコンスティチューション山であり、標高は2,407 フィート (734 m) である。およそ200の島の集まりであり、そのうち172の島に名前が付けられている。岩の多い海岸線があり、山が幾つかある。

### 特徴的な地形

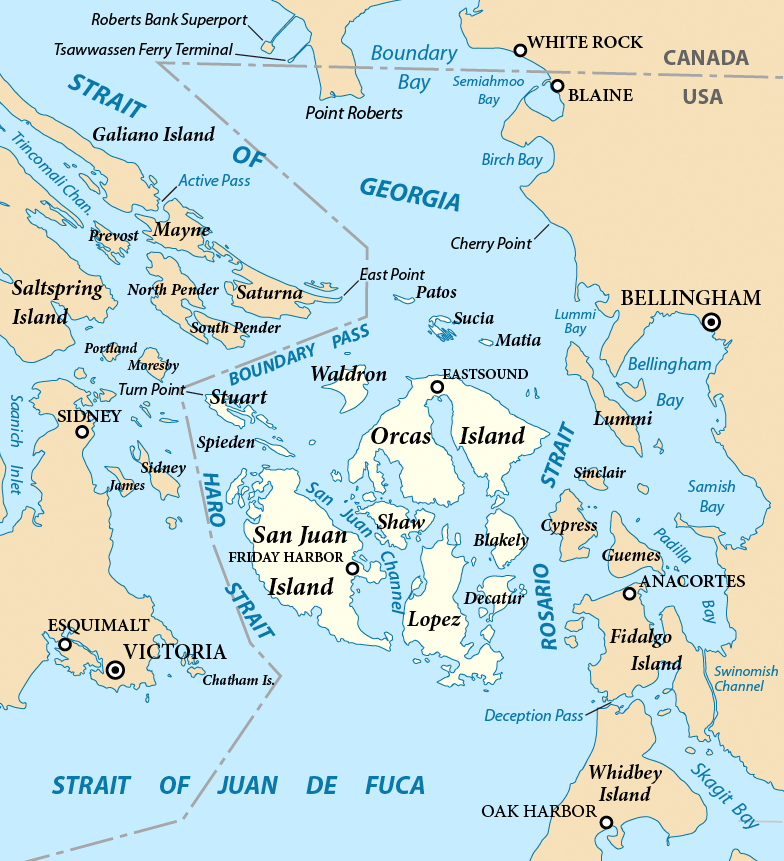
サンフアン諸島

- バウンダリー海峡
- ハロ海峡
- ロザリオ海峡
- サンフアン諸島
- ジョージア海峡
- ファンデフカ海峡

### 主な島
サンフアン諸島には743の島がある。サンフアン郡住民の大半は下記4つの大きい島に住んでおり、ワシントン州フェリーが運航するのもその4島だけである。
- オーカス島（英語版） (147.37 km2/56.9 sq mi)
- サンフアン島（英語版） (143.23 km2/55.3 sq mi)
- ロペス島（英語版） (76.40 km2/29.5 sq mi)
- ショー島（英語版） (19.94 km2/7.7 sq mi)

### 隣接する郡
- ワットコム郡 - 北東
- スカジット郡 - 東
- アイランド郡 - 南東
- ジェファーソン郡 - 南
- クララム郡 - 南、南西

また西はカナダのブリティッシュコロンビア州の2つの行政地域とも海上で境を接している。
- ビクトリア首都地域

### 国立保護地域
- サンフアン島国立歴史公園
- サンフアン島国立野生生物保護区

## 人口動態
以下は2000年の国勢調査による人口統計データである。
| 基礎データ - 人口: 14,077人 - 世帯数: 6,466 世帯 - 家族数: 4,015 家族 - 人口密度: 31人/km2（80人/mi2） - 住居数: 9,752 軒 - 住居密度: 22軒/km2（56/mi2） 人種別人口構成 - 白人: 94.99% - アフリカン・アメリカン: 0.26%% - ネイティブ・アメリカン: 0.83% - アジア人: 0.89% - 太平洋諸島系: 0.09% - その他の人種: 0.91% - 混血: 2.04% - ヒスパニック・ラテン系: 2.40% 先祖による構成 - イギリス系：16.7% - ドイツ系：15.0% - アイルランド系：11.6% - アメリカ人：5.7% - フランス系：5.4% - ノルウェー系：5.0% 年齢別人口構成 - 18歳未満: 19.1% - 18-24歳: 4.5% - 25-44歳: 21.7% - 45-64歳: 35.7% - 65歳以上: 19.0% - 年齢の中央値: 47歳 - 性比（女性100人あたり男性の人口） - 総人口: 95.1 - 18歳以上: 93.0 | 世帯と家族（対世帯数） - 18歳未満の子供がいる: 22.9% - 結婚・同居している夫婦: 51.8% - 未婚・離婚・死別女性が世帯主: 6.9% - 非家族世帯: 37.9% - 単身世帯: 30.6% - 65歳以上の老人1人暮らし: 10.7% - 平均構成人数 - 世帯: 2.16人 - 家族: 2.65人 収入と家計 - 収入の中央値 - 世帯: 43,491米ドル - 家族: 51,835米ドル - 性別 - 男性: 36,250米ドル - 女性: 26,516米ドル - 人口1人あたり収入: 30,603米ドル - 貧困線以下 - 対人口: 9.2% - 対家族数: 6.0% - 18歳未満: 12.4% - 65歳以上: 3.1% |

サンフアン郡は州内で人口1人あたり収入が最高である。郡内のディアハーバーでは10万ドルを超えている。ウォルドロン島は2000年時点の人口が104人だが、州内で最も貧窮な地域と考えられ、貧困線以下が約56%である。
ワシントン大学人口健康研究所とロバート・ウッド・ジョンソン基金による調査では、サンフアン郡が州内で最も健康な地域にランク付けされた。

## 政治
サンフアン郡はリベラルなことで有名なキング郡よりもさらにリベラルであるが、人口が少なく選挙に与える影響力が無いためにキング郡ほど有名ではない。2004年アメリカ合衆国大統領選挙でジョージ・W・ブッシュが制したの選挙地区はディケーター島とブレイクリー島だけであり、50票上回っただけだった。ウォルドロン島地区はジョン・ケリーに96.5%の票が集まった。2006年のアメリカ合衆国上院議員選挙では、再選を求めた民主党のマリア・カントウェルが全ての地区を制した。

## 統計上処理される自治体
- フライデイハーバー - 郡庁所在地

## その他の町
| - アーガイル - ビーチヘイブン - ブレイクリー島/サッチャー - クレーン島 - ディケーター島/ディケーター - ディアハーバー - ドゥーベイ - イーストサウンド - ロペス島 | - オルガ - オーカスビレッジ - オーカス島 - ポートスタンレー - リチャードソン - ロッシュハーバー - ショー島 - ウォルドロン - ウェストビーチ |